# Philadelphia 76ers
Die Philadelphia 76ers sind ein US-amerikanisches Basketballteam aus Philadelphia, das in der NBA spielt. Ihre Heimspiele tragen sie im Wells Fargo Center aus.

## Geschichte

### Von Syracuse nach Philadelphia (1949–1963)

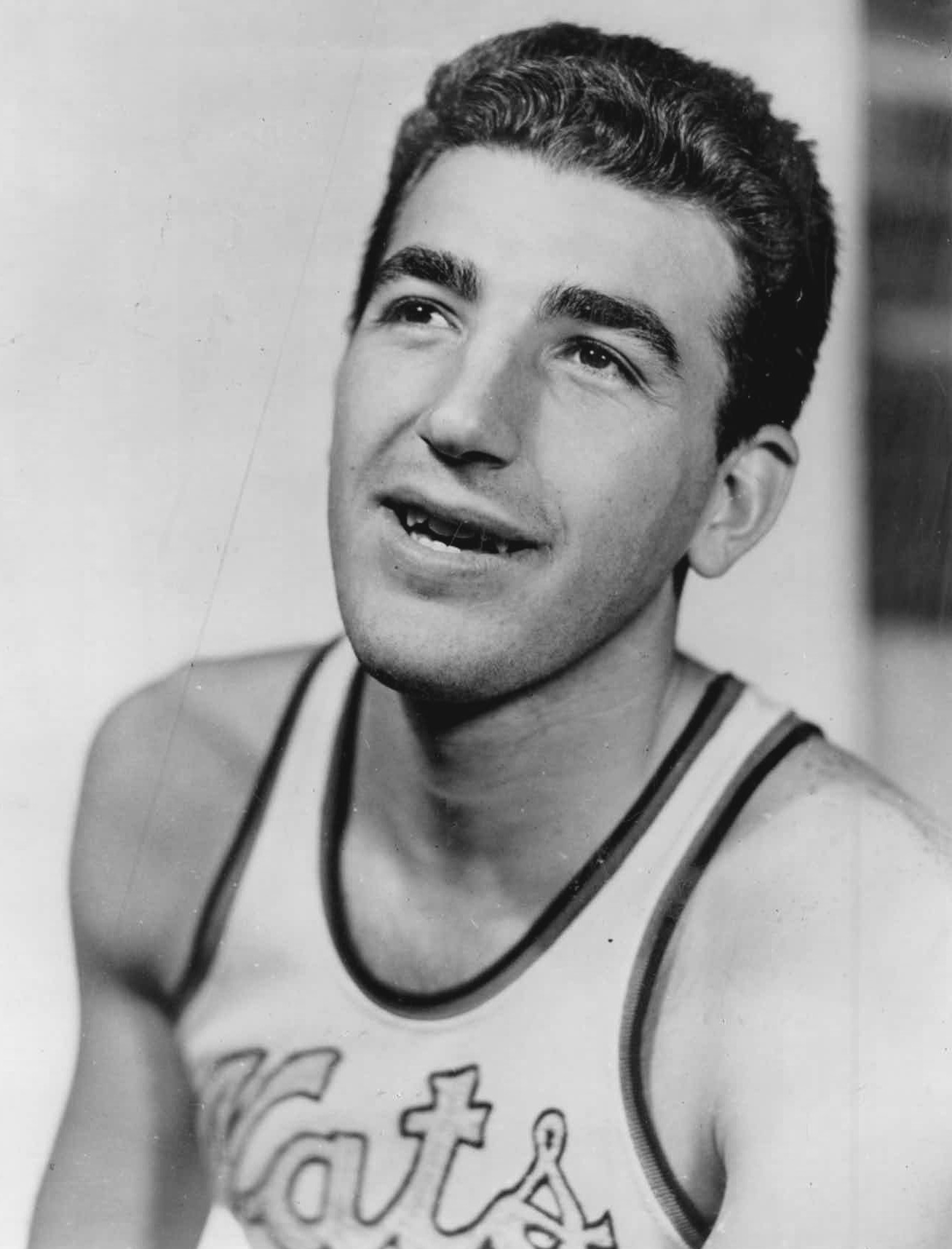
Dolph Schayes (1955) im Trikot der Syracuse Nationals

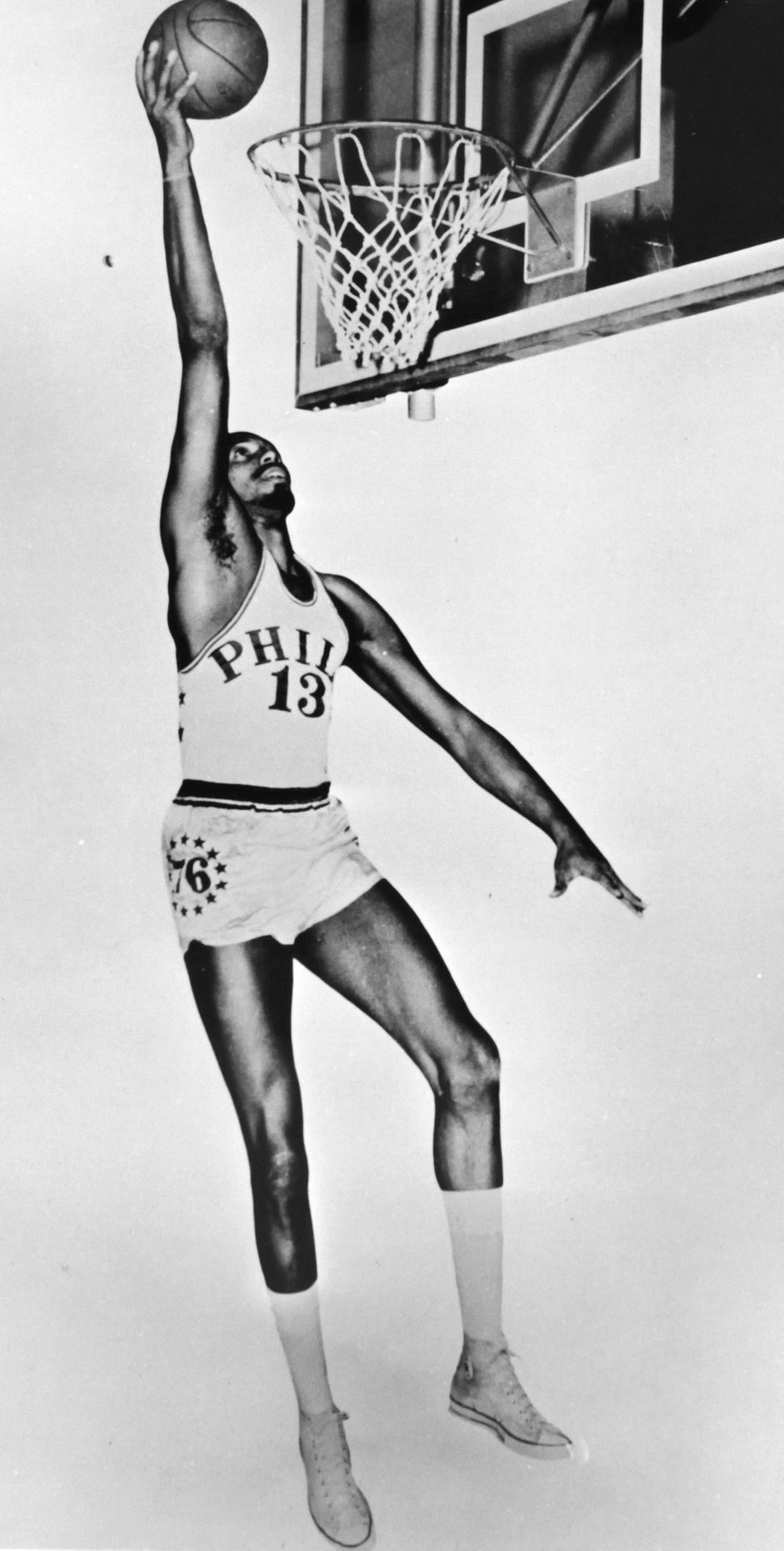
Center Wilt Chamberlain (1965–1968)

Gegründet als Syracuse Nationals startete das Franchise seine erste Saison 1946/47 in der National Basketball League (NBL). Nach der Auflösung der NBL im Jahre 1949 spielte das Team fortan in der neu formierten NBA weiter und erreichten in der Saison 1954/55 schließlich ihren ersten NBA-Titel – mit dabei war mit Earl Lloyd der erste dunkelhäutige Spieler der NBA-Historie. 1963 wurde das Team an zwei Geschäftsleute in Philadelphia verkauft, siedelte entsprechend um und spielt seit der Saison 1963/64 unter dem Namen Philadelphia 76ers. Der neue Name leitet sich von der Unterzeichnung der Amerikanischen Unabhängigkeitserklärung im Jahre 1776 ab.  Unangefochtener Star dieser Jahre war Dolph Schayes, der zwischen 1948 und 1964 16 Spielzeiten das Trikot der Nationals und Sixers trug.

### Verpflichtung von Wilt Chamberlain und zweiter Meisterschaftsgewinn (1965–1971)
Mit Wilt Chamberlain 1965 und Coach Alex Hannum 1966 kam der Erfolg zu den Sixers zurück. Die Saison 1966/67 starteten sie furios und gewannen 45 der ersten 49 Spiele. Am Ende hatten sie eine Bilanz von 68:13. Dies war zum damaligen Zeitpunkt NBA-Rekord, bis die Los Angeles Lakers drei Jahre später 69 Saisonsiege erzielten. In den 67er-Playoffs gelang es den 76ers, den achtmaligen Serienmeister aus Boston zu schlagen. Im Finale schlugen sie die San Francisco Warriors 4:2 und gewannen den zweiten Meistertitel der Vereinsgeschichte. 1980 wählten Journalisten die 67er Sixers mit Chamberlain, Hal Greer, Chet Walker und Billy Cunningham zum besten Team aller Zeiten. Nachdem man den Titelerfolg nicht wiederholen konnte und Chamberlain mit einem Wechsel in die Konkurrenzliga ABA liebäugelte, verkauften die 76ers Chamberlain 1968 an die Los Angeles Lakers. Mit den Starspielern Greer und Cunningham erreichte man noch bis 1971 regelmäßig die Playoffs.

### Dunkle Jahre (1971–1975)
Nachdem die Playoffs 1971-72 mit 30 Siegen verpasst wurden, wurde Trainer Jack Ramsay entlassen. Die Saison 1972-73 verkam zur Katastrophe und die Sixers holten nur 9 Siege bei 73 Niederlagen. Das ist ein bis heute gültiger NBA-Negativrekord. Über den Draft bekam man Doug Collins, der die nächsten Jahre das Gesicht der Sixers wurde. Auch in den folgenden beiden Jahren erreichten die Sixers nur 25 und 34 Siege. Beim NBA-Draft 1975 wählten die Sixers an 5. Stelle Darryl Dawkins, den ersten Spieler in der NBA-Geschichte, der direkt aus der High School in die NBA wechselte.

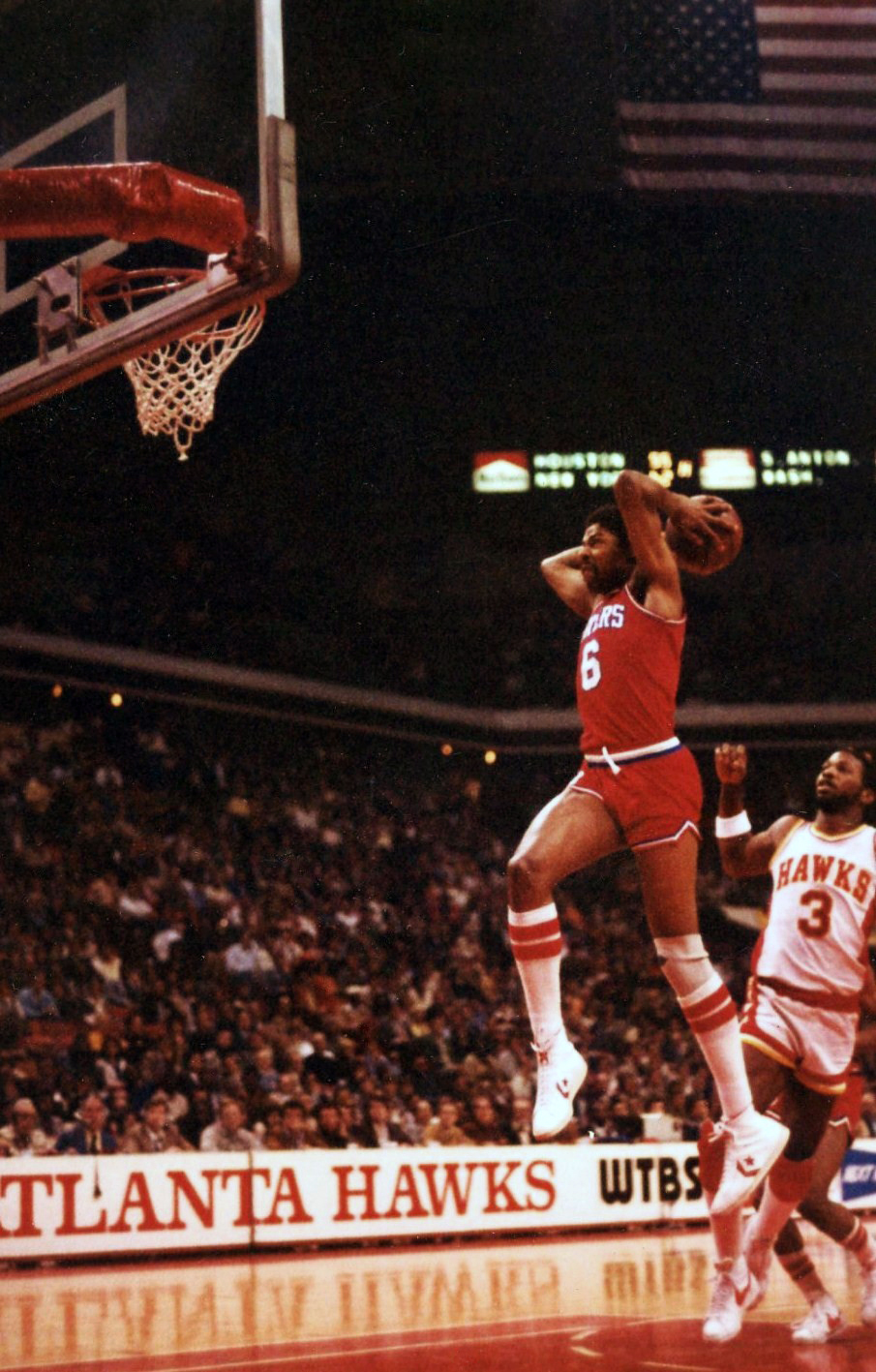
Forward Julius Erving (1976–1987)

### Julius-Erving-Ära (1976–1987)
1976 bekamen die Sixers durch Trade den Starspieler der ABA, Julius Erving. Dieser gewann 1981 in Diensten der Sixers die Auszeichnung zum MVP. 1980 führte Erving die Sixers ins NBA-Finale, unterlag dort den Lakers von Kareem Abdul-Jabbar. Vor der Saison 1982/83 holten die Sixers den amtierenden MVP, Moses Malone von den Houston Rockets. Das Duo aus Erving und Malone führte die Sixers durch eine beeindruckende Saison (65:17 Bilanz) und einen noch beeindruckenderen Playoff-Lauf (12:1). Im Finale überrannten sie die Lakers 4:0.

### Charles-Barkley-Ära (1987–1992)
Beim NBA-Draft 1984 verpflichteten die Sixers Charles Barkley an 5. Stelle. Dieser löste die bisherigen Stars Erving und Malone mit der Zeit ab und etablierte sich zum neuen Gesicht der Mannschaft über die nächsten Jahre. Malone verließ 1986 das Team, Erving ein Jahr später. Ende der 80er bildete Barkley gemeinsam mit Hersey Hawkins ein schlagkräftiges Duo. Beide führten die Sixers zwischen 1989 und 1991 dreimal in die Playoffs, wo man jedoch nicht über das Conference-Halbfinale hinauskam.

### Jahre des Neuaufbaus (1992–1996)
Nachdem 1992 die Playoffs verpasst wurden, wurde Charles Barkley zu den Phoenix Suns geschickt. Für die Sixers begann eine erfolglose Zeit. Aufgrund schlechter Saisonbilanzen gehörten die Sixers bei den NBA-Draft zu den ersten Mannschaften, die wählen durften. Jedoch konnten hochausgewählten Talente wie Shawn Bradley oder Jerry Stackhouse die Erwartungen nicht ganz erfüllen. Beim NBA-Draft 1996 bekamen sie durch den ersten Pick Allen Iverson. 1997 wurde mit Larry Brown ein erfolgreicher Trainer präsentiert.

Das Logo der Philadelphia 76ers von 1997 bis 2009

### Die Ankunft von Allen Iverson (1996–2006)
Das Team wurde mit Spielern wie Aaron McKie, Theo Ratliff, Tyrone Hill und Eric Snow verstärkt, so dass in der auf 50 Spielen verkürzten NBA-Saison 1998–1999, nach acht Jahren wieder die Playoffs erreicht werden konnten. Die Steigerung hielt die nächsten beiden Jahre an. 2001 wurde der Center Dikembe Mutombo von den Atlanta Hawks verpflichtet. Mit Mutombo als Center und Iverson als Saison-MVP führten sie die Sixers in das NBA-Finale. Dort unterlag man den Los Angeles Lakers mit 1:4. Nachdem man die beiden Jahre danach nicht mehr über die zweite Playoffsrunde hinauskam, trat Trainer Brown 2003 zurück. Unter den beiden Nachfolgern Randy Ayers und Chris Ford verpasste man die Playoffs. Jim O’Brien wurde neuer Trainer. Während des NBA-Draft 2004 erhielt man Andre Iguodala an 9. Stelle. Während der Saison 2004-05 wechselte Star-Forward Chris Webber von den Sacramento Kings zu den Sixers. Philadelphia erreichte die Playoffs, wo man in der 1. Runde ausschied. Erneut stellte man mit Maurice Cheeks einen neuen Trainer ein.

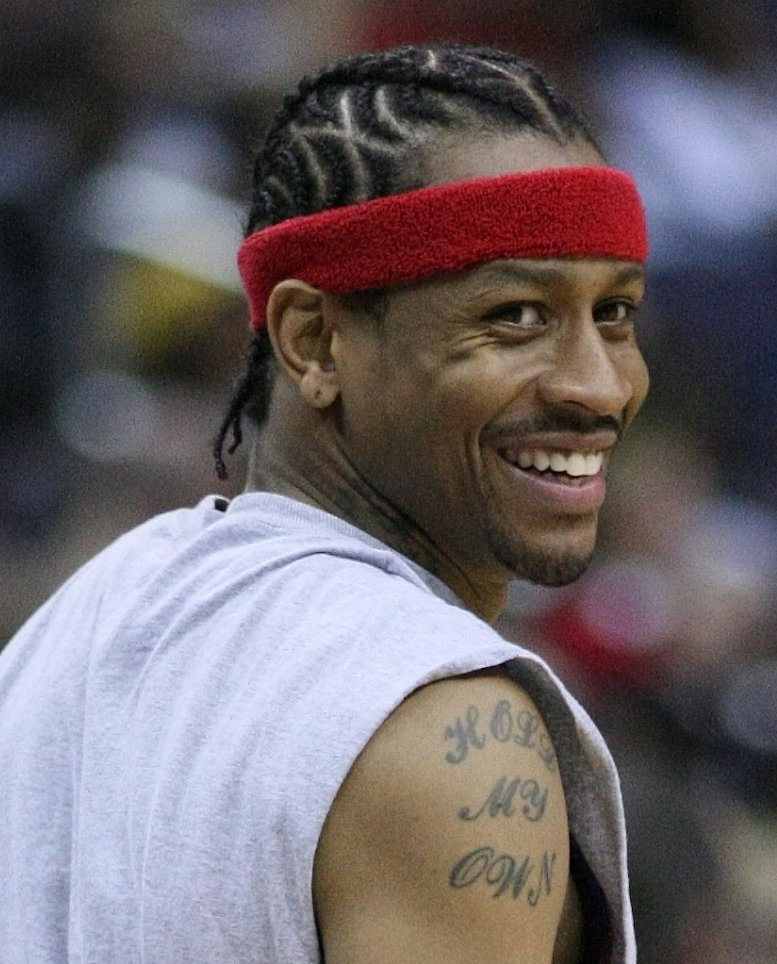
Guard Allen Iverson (1996–2006 und 2009)

### Die Jahre mit Iguodala und Young (2006–2013)
Anfang des Jahres 2006 wurde Iverson zusammen mit Ivan McFarlin für Andre Miller, Joe Smith und zwei Draftpicks für 2007 zu den Denver Nuggets getauscht. Der alternde Star Chris Webber wurde aus seinem Vertrag herausgekauft und entlassen. Die Sixers starteten einen Neuaufbau um Iguodala und den Rookie Thaddeus Young. Im Sommer 2008 wurde Elton Brand von den Los Angeles Clippers verpflichtet. Doch die Saison 2008/09 verlief ähnlich erfolglos wie in den Jahren zuvor. Nach 23 Spielen und einer Bilanz von 9:14 wurde Maurice Cheeks entlassen, und Tony DiLeo übernahm den Trainerposten. Zum gleichen Zeitpunkt verletzte sich Elton Brand an der Schulter und war nach einer Operation nicht mehr in der Saison einsetzbar. Unter dem neuen Trainer und ohne Brand schafften es die 76ers mit einer 41:41 Bilanz in die Playoffs, wo sie in der ersten Runde 2:4 an den Orlando Magic scheiterten. Trotz des Erfolges übernahm ab der Saison 2008/09 Eddie Jordan das Team. DiLeo wechselte dagegen ins Management der Sixers.
Am 2. Dezember 2009 holten die 76ers überraschend Allen Iverson zurück nach Philadelphia, der nach seinem Wechsel nach Denver noch für die Detroit Pistons und Memphis Grizzlies spielte, dort nicht glücklich wurde und an seine Leistungen aus Sixerszeiten nicht mehr anknüpfen konnte. Mit „The Answer“ versuchten sie wieder an alte Erfolge anzuknüpfen. Dies misslang, Iverson schied gegen Mitte der Saison aufgrund der schweren Erkrankung seiner Tochter aus dem Spielbetrieb aus und kehrte nicht wieder zu den Sixers zurück. Diese beendeten die Saison 2009/10 mit nur 27 Siegen bei 55 Niederlagen, ihrer schlechtesten Bilanz seit 1997. Als Folge dieser Enttäuschung wurde Eddie Jordan bereits nach seiner ersten Saison als Trainer entlassen.
Mit Evan Turner zogen die Sixers im NBA-Draft 2010 an 2. Stelle einen großen Hoffnungsträger. In der darauffolgenden Saison steigerten sich die 76ers unter ihrem neuen Coach Doug Collins deutlich. Spieler wie Brand, Iguodala, Young und vor allem der junge Guard Jrue Holiday zeigten gute Leistungen und beendeten die Regular Season trotz schwachem Start mit einem Ergebnis von 41:41. In der ersten Runde der Playoffs unterlagen sie den Miami Heat jedoch mit 4:1.
Die Saison 2011/12 startete aufgrund des Lock-Outs der Spieler erst im Dezember 2011 und war auf 66 Spiele reduziert worden. Die 76ers starteten gut in die Saison und konnten sich im ersten Drittel der Spielzeit in der Spitzengruppe der Eastern Conference halten. Durch eine schwache Phase rutschten die 76ers jedoch ab und zogen mit einer Bilanz von 35 Siegen und 31 Niederlagen gerade noch auf Platz acht in die Play-offs ein. In der ersten Runde trafen die Sixers auf die Chicago Bulls, welche die Saison auf Platz eins der Conference beendet hatten. Philadelphia konnte die Serie gegen die Bulls mit 4:2 Siegen gewinnen und zog in die zweite Runde der Play-offs ein. Die Chicago Bulls mussten die Serie gegen die 76ers ohne ihren verletzten Star Derrick Rose bestreiten. In der zweiten Runde der Play-offs trafen die Sixers auf die Boston Celtics. Die Serie gegen die Celtics ging über die volle Länge von sieben Spielen. Im letzten Spiel unterlagen die 76ers und schieden aus den Play-offs 2012 aus.

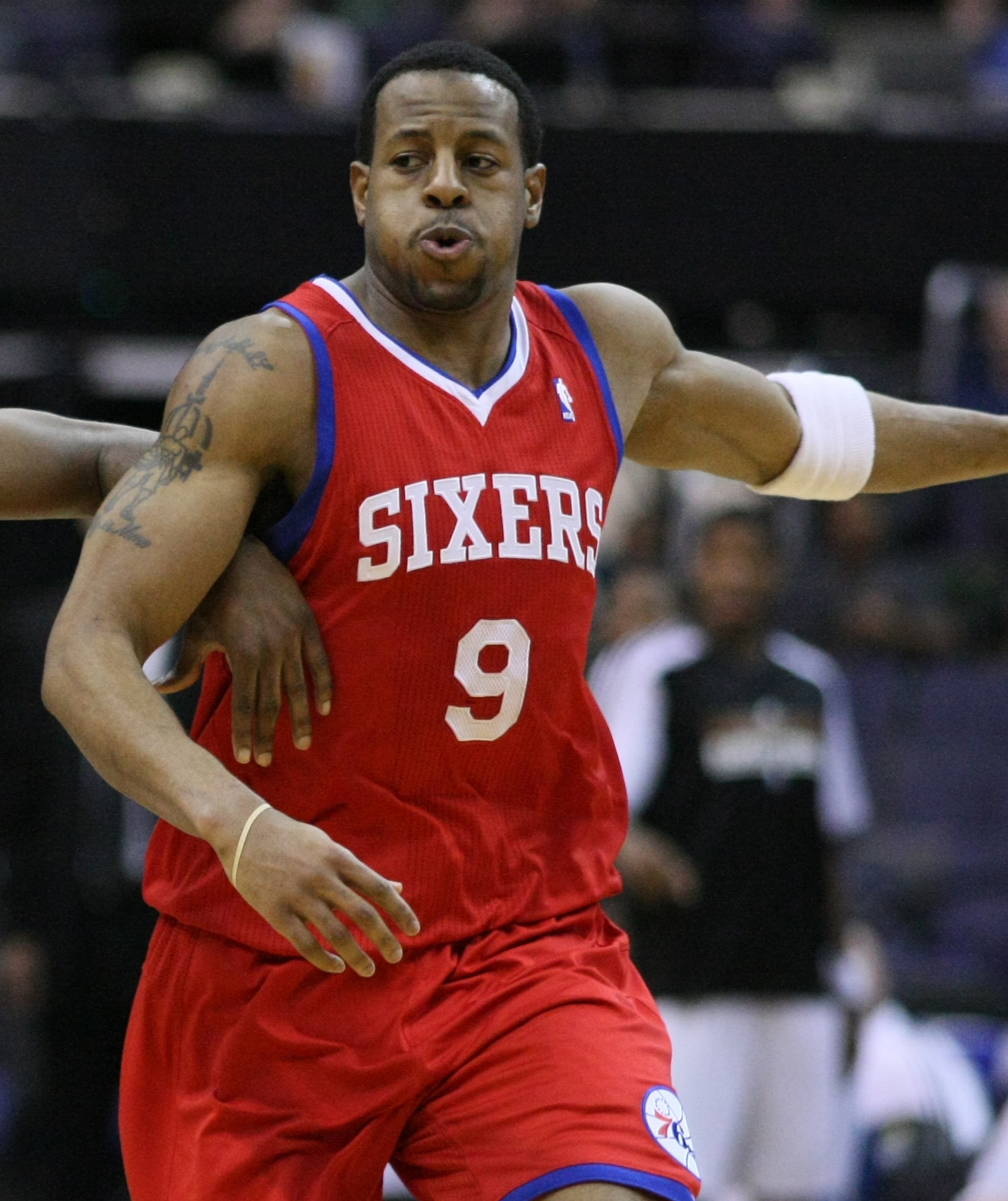
Swingman Andre Iguodala (2004–2012)

Im Sommer 2012 wurde All-Star Andre Iguodala zu den Denver Nuggets getradet. Im Gegenzug wechselte Andrew Bynum von den Los Angeles Lakers und Jason Richardson von den Orlando Magic nach Philadelphia. In der anschließenden Saison wurden die Playoffs relativ deutlich verfehlt. Neuverpflichtung Bynum setzte die Saison, aufgrund einer Verletzung, vollständig aus. Auch andere Stammspieler wie Young, Holiday und Richardson kämpften mit Verletzungen. Als Folge der missratenen Saison legte Headcoach Doug Collins sein Amt nieder und nahm eine beratende Position im Management an. Dennoch trennte man sich von Manager DiLeo, sein Nachfolger wurde Sam Hinkie. Hinkie entschied, das Team umstrukturieren und in Zukunft auf Talente zu bauen.

### Erneuter Neuaufbau unter Manager Hinkie (2013–2017)
So wurde während des NBA-Draft 2013 All-Star Jrue Holiday zu den New Orleans Pelicans abgegeben. Im Gegenzug wechselte das Collegetalent Nerlens Noel nach Philadelphia. Als Holiday-Ersatz wurde beim NBA-Draft Michael Carter-Williams an 11. Stelle ausgewählt. Ebenso entschloss man sich, den Vertrag mit Andrew Bynum nicht zu verlängern. Neuer Headcoach wurde Brett Brown, der zuvor Assistenztrainer bei den San Antonio Spurs war.
In der Saison 2013/14 verloren die 76ers 26 NBA-Spiele in Serie und stellten damit den Negativrekord der Cleveland Cavaliers aus der Saison 2010/11 ein. Während der Saison wurden mit Young, Turner und Spencer Hawes die letzten produktiven Stammspieler verkauft, womit die Chancen auf die Playoff minimiert wurden. Am 29. März 2014 vermied Philadelphia durch den 123:98-Heimsieg über die Detroit Pistons eine neue Negativ-Rekordmarke. Dennoch schloss man die Saison nur mit 19 Siegen und 63 Niederlagen ab. Carter-Williams wurde der erste Rookie of the Year im Trikot der Sixers seit Allen Iverson.
Bei der anschließenden Draftlottery, erhielt man das dritte Auswahlrecht, mit dem später der kamerunische Center Joel Embiid ausgewählt wurde. Zusätzlich erwarb man die Draftrechte des Kroaten Dario Šarić von den Orlando Magic, der zuvor an 12. Stelle ausgewählt worden war. Aufgrund einer schweren Fußverletzung fiel jedoch Embiid die gesamte Saison aus. Dafür kehrte Noel nach einjähriger Verletzungspause zurück, um seine erste Saison zu bestreiten.
Mit einer der jüngsten Mannschaften der NBA gingen die Sixers in die NBA-Saison 2014/15. Diese begannen die 76ers mit 17 Niederlagen in Serie. Nur ein 85:77-Sieg bei den Minnesota Timberwolves am 3. Dezember 2014 bewahrte Philadelphia vor der Einstellung des historischen NBA-Negativrekords der New Jersey Nets, die mit 18 Niederlagen in die Saison 2009/10 gestartet waren. Überraschend wurde Carter-Williams zur Saisonmitte zu den Milwaukee Bucks abgegeben. Die Sixers beendeten die Saison mit nur 18 Siegen bei 64 Niederlagen und verpassten damit zum dritten Mal in Folge die Playoffs.
Erneut erhielt man im NBA-Draft 2015 den dritten Pick und wählte das Centertalent Jahlil Okafor von der Duke University aus. Während der Sommerpause wurde bekannt, dass Centerspieler Embiid aufgrund von Komplikationen ein weiteres Jahr aussetzen musste.
Auch die Saison 2015/16 stand im Zeichen des Neuaufbaus. Philadelphia erreichte nur 10 Saisonsiege und belegte damit ligaweit den letzten Platz. Zudem gab Manager Sam Hinkie kurz vor Saisonende seinen Rücktritt als Manager bekannt. Seinen Posten übernahm Bryan Colangelo. Die 76ers gewannen die Draftlottery und wählten beim NBA-Draft 2016 das australische Talent Ben Simmons mit dem ersten Pick aus. Die neue Saison begann jedoch ohne Simmons, der die ganze Saison aufgrund einer Fußverletzung verpasste. Centertalent Embiid, der aufgrund einer Verletzung die ersten beiden Saisons seiner Profikarriere aussetzte, gab in dieser Saison sein Debüt und überzeugte auf Anhieb, verletzte sich jedoch frühzeitig. Die Sixers verbesserten sich dennoch auf 28 Siege, verpassten jedoch die Playoffs zum fünften Mal in Folge deutlich.

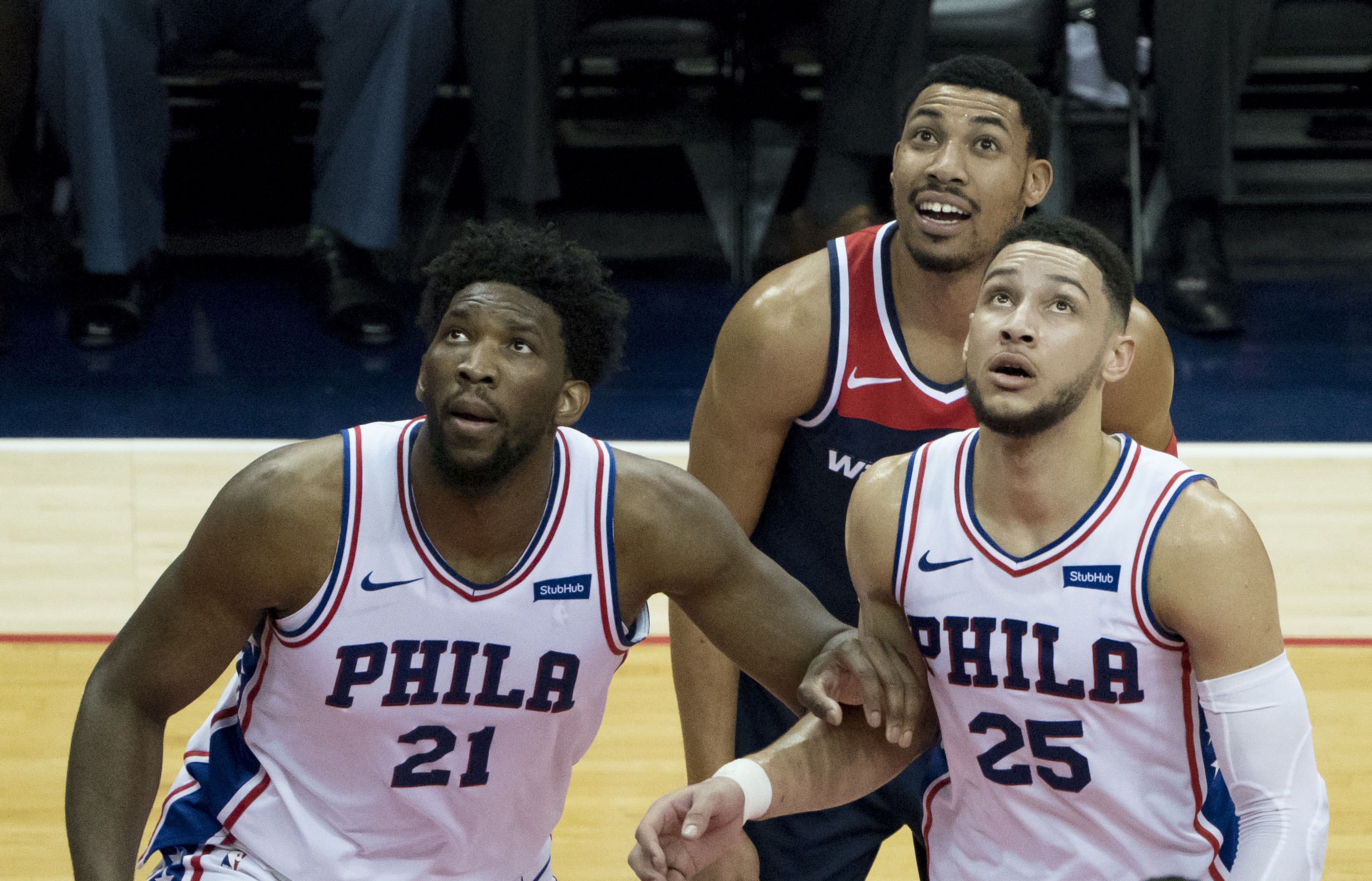
Joel Embiid und Ben Simmons

### Der Beginn der Simmons/Embiid-Ära (Seit 2017)
Im darauffolgenden NBA-Draft 2017 erhielten die Sixers den dritten Pick zugesprochen, tauschten diesen jedoch kurz vor dem Draft für den ersten Pick und wählten Guard Markelle Fultz an erster Stelle aus. Weiterhin wurden im Sommer erfahrene Spieler wie J. J. Redick und Amir Johnson verpflichtet. Ben Simmons war für die neue Saison ebenfalls wieder fit und auch Joel Embiid war in der Lage mehr als 60 Saisonspiele zu absolvieren. Toprookie Fultz fiel aufgrund einer Verletzung einen Großteil der Saison aus, Simmons und Embiid jedoch überzeugten mit starken Leistungen. Die Sixers errangen 52 Saisonsiege, womit sie in der Eastern Conference Dritter wurden, und erreichten damit erstmals seit 2013 wieder die NBA-Playoffs. Nach einem 4:1-Sieg gegen die Miami Heat in der ersten Runde standen sie im Conference-Halbfinale den Boston Celtics gegenüber und unterlagen diesen mit 1:4.
Am Deadline-Day Jahr 2022 tauschten die Sixers Ben Simmons, Andre Drummond, Seth Curry und einen erstrunden Pick, für James Harden und Paul Millsap.
Die Saison 2022/23 beendeten die 76ers auf Platz 3. Im Conference-Halbfinale schieden sie gegen die Celtics in einer umkämpften Serie, trotz zwischenzeitlicher 3:2-Führung, in Spiel 7 in Boston aus.

## Eigentümer
Von 1996 bis 2011 war das Unternehmen Comcast Spectacor Eigentümer der 76ers. Nachdem die NBA im Oktober 2011 dem Verkauf an ein Konsortium, unter anderem mit Will Smith, zugestimmt hatte, übernahm das Konsortium die Kontrolle über die 76ers. Mit der Übernahme wurden die Preise für die Eintrittskarten gesenkt.

## Aktueller Kader
| Nr. | Nat.               | Name                | Position       | Geburt     | Größe  | Info | College      |
| --- | ------------------ | ------------------- | -------------- | ---------- | ------ | ---- | ------------ |
| 0   | Vereinigte Staaten | Tyrese Maxey        | Guard          | 04.11.2000 | 191 cm |      | Kentucky     |
| 1   | Vereinigte Staaten | Andre Drummond      | Center         | 10.08.1993 | 211 cm |      | UConn        |
| 5   | Vereinigte Staaten | Quentin Grimes      | Guard          | 08.05.2000 | 193 cm |      | Houston      |
| 7   | Vereinigte Staaten | Kyle Lowry          | Guard          | 25.03.1986 | 183 cm |      | Pennsylvania |
| 8   | Vereinigte Staaten | Paul George         | Forward        | 02.05.1990 | 203 cm |      | Fresno State |
| 9   | Vereinigte Staaten | Kelly Oubre Jr.     | Guard/Forward  | 09.12.1995 | 201 cm |      | Kansas       |
| 11  | Vereinigte Staaten | Jeff Dowtin         | Guard          | 10.05.1997 | 191 cm | G    | Rhode Island |
| 12  | Vereinigte Staaten | Jared Butler        | Guard          | 25.08.2000 | 191 cm |      | Baylor       |
| 14  | Vereinigte Staaten | Ricky Council IV    | Guard          | 03.08.2001 | 198 cm |      | Arkansas     |
| 16  | Vereinigte Staaten | Lonnie Walker IV    | Guard          | 14.12.1998 | 196 cm |      | Miami        |
| 17  | Vereinigte Staaten | Jalen Hood-Schifino | Guard          | 19.06.2003 | 196 cm | G    | Indiana      |
| 19  | Vereinigte Staaten | Justin Edwards      | Guard/Forward  | 16.12.2003 | 203 cm | R    | Kentucky     |
| 20  | Vereinigte Staaten | Jared McCain        | Guard          | 20.02.2004 | 203 cm | R    | Duke         |
| 21  | Kamerun            | Joel Embiid         | Center         | 16.03.1994 | 213 cm |      | Kansas       |
| 23  | Vereinigte Staaten | Eric Gordon         | Guard/Forward  | 25.12.1988 | 191 cm |      | Indiana      |
| 28  | Frankreich         | Guerschon Yabusele  | Forward        | 17.12.1995 | 203 cm |      | Frankreich   |
| 30  | Nigeria Turkei     | Adem Bona           | Forward/Center | 28.03.2003 | 208 cm | R    | UCLA         |
| 65  | Vereinigte Staaten | Alex Reese          | Forward        | 21.05.1999 | 206 cm | G    | Alabama      |

| Nat.               | Name         | Position       |
| ------------------ | ------------ | -------------- |
| Vereinigte Staaten | Nick Nurse   | Head Coach     |
| Vereinigte Staaten | Brian Adams  | Assistenzcoach |
| Vereinigte Staaten | Dan Burke    | Assistenzcoach |
| Vereinigte Staaten | Sam Cassell  | Assistenzcoach |
| Vereinigte Staaten | Eric Hughes  | Assistenzcoach |
| Vereinigte Staaten | Dave Joerger | Assistenzcoach |
| Vereinigte Staaten | Jamie Young  | Assistenzcoach |

| Abk. | Bedeutung                       |
| ---- | ------------------------------- |
| Nr.  | Trikotnummer                    |
| Nat. | Nationalität                    |
| C    | Mannschaftskapitän              |
| FA   | Free Agent                      |
| R    | Rookie                          |
| G    | Two-way contract                |
| S    | Suspension                      |
|      | Verletzungsbedingte Inaktivität |

## Ehrungen und nennenswerte Leistungen
| Nr. | Nat.               | Name             | Position      | Zeit                |
| --- | ------------------ | ---------------- | ------------- | ------------------- |
| 2   | Vereinigte Staaten | Moses Malone     | Center        | 1982–1986 1993–1994 |
| 3   | Vereinigte Staaten | Allen Iverson    | Guard         | 1996–2006 2009      |
| 4   | Vereinigte Staaten | Dolph Schayes    | Forward Coach | 1948–1964 1963–1966 |
| 6   | Vereinigte Staaten | Julius Erving    | Forward       | 1976–1987           |
| 10  | Vereinigte Staaten | Maurice Cheeks   | Guard Coach   | 1978–1989 2005–2008 |
| 13  | Vereinigte Staaten | Wilt Chamberlain | Center        | 1965–1968           |
| 15  | Vereinigte Staaten | Hal Greer        | Guard         | 1958–1973           |
| 24  | Vereinigte Staaten | Bobby Jones      | Forward       | 1978–1986           |
| 32  | Vereinigte Staaten | Billy Cunningham | Guard Coach   | 1965–1976 1977–1985 |
| 34  | Vereinigte Staaten | Charles Barkley  | Forward       | 1984–1992           |

| Name             | aktueller Verein      |
| ---------------- | --------------------- |
| Elton Brand      | Karriere beendet      |
| Jimmy Butler     | Miami Heat            |
| Wilt Chamberlain | † 1999                |
| Maurice Cheeks   | Karriere beendet      |
| Derrick Coleman  | Karriere beendet      |
| Darryl Dawkins   | † 2015                |
| Hersey Hawkins   | Karriere beendet      |
| Jeff Hornacek    | Karriere beendet      |
| Jrue Holiday     | Milwaukee Bucks       |
| Andre Iguodala   | Golden State Warriors |
| Moses Malone     | † 2015                |
| Andre Miller     | Karriere beendet      |
| Dikembe Mutombo  | Karriere beendet      |
| J. J. Redick     | Dallas Mavericks      |
| Jerry Stackhouse | Karriere beendet      |
| Andrew Toney     | Karriere beendet      |
| Thaddeus Young   | Toronto Raptors       |
| Nerlens Noel     | New York Knicks       |
| Chet Walker      | Karriere beendet      |
| Chris Webber     | Karriere beendet      |

## Trainer
| Name             | Zeit            |
| ---------------- | --------------- |
| Al Cervi         | 1948/49–1956/57 |
| Paul Seymour     | 1956/57–1959/60 |
| Alex Hannum      | 1960/61–1962/63 |
| Dolph Schayes    | 1963/64–1965/66 |
| Alex Hannum      | 1966/67–1967/68 |
| Jack Ramsay      | 1968/69–1971/72 |
| Roy Rubin        | 1972/73         |
| Kevin Loughery   | 1972/73         |
| Gene Shue        | 1973/74–1977/78 |
| Billy Cunningham | 1977/78–1984/85 |
| Matt Guokas      | 1985/86–1987/88 |
| Jim Lynam        | 1987/88–1991/92 |
| Doug Moe         | 1992/93         |
| Fred Carter      | 1992/93–1993/94 |
| John Lucas       | 1994/95–1995/96 |
| Johnny Davis     | 1996/97         |
| Larry Brown      | 1997/98–2002/03 |
| Randy Ayers      | 2003/04         |
| Chris Ford       | 2003/04         |
| Jim O’Brien      | 2004/05         |
| Maurice Cheeks   | 2005/06–2008/09 |
| Tony DiLeo       | 2008/09         |
| Eddie Jordan     | 2009/10         |
| Doug Collins     | 2010/11–2012/13 |
| Brett Brown      | 2013/14–2019/20 |
| Doc Rivers       | 2020/21–2022/23 |
| Nick Nurse       | seit 2023       |

## Statistiken
| Jahr               | Siege:Niederlagen  | Siege [%]          | Play-offs                                                               |                    |                    |                    |                    |                    |                    |                    |                    |                    |                    |
| Syracuse Nationals | Syracuse Nationals | Syracuse Nationals | Syracuse Nationals                                                      | Syracuse Nationals | Syracuse Nationals | Syracuse Nationals | Syracuse Nationals | Syracuse Nationals | Syracuse Nationals | Syracuse Nationals | Syracuse Nationals | Syracuse Nationals | Syracuse Nationals |
| ------------------ | ------------------ | ------------------ | ----------------------------------------------------------------------- | ------------------ | ------------------ | ------------------ | ------------------ | ------------------ | ------------------ | ------------------ | ------------------ | ------------------ | ------------------ |
| 1949/50            | 51:13              | 79,7               | 2:4 in den NBA-Finals gegen die Minneapolis Lakers                      |                    |                    |                    |                    |                    |                    |                    |                    |                    |                    |
| 1950/51            | 32:34              | 48,5               | 2:3 in den Eastern Division-Finals gegen die New York Knicks            |                    |                    |                    |                    |                    |                    |                    |                    |                    |                    |
| 1951/52            | 40:26              | 60,6               | 1:3 in den Eastern Division-Finals gegen die New York Knicks            |                    |                    |                    |                    |                    |                    |                    |                    |                    |                    |
| 1952/53            | 47:24              | 66,2               | 0:2 in den Eastern Division-Halbfinals gegen die Boston Celtics         |                    |                    |                    |                    |                    |                    |                    |                    |                    |                    |
| 1953/54            | 42:30              | 58,3               | 3:4 in den NBA-Finals gegen die Minneapolis Lakers                      |                    |                    |                    |                    |                    |                    |                    |                    |                    |                    |
| 1954/55            | 43:29              | 59,7               | NBA-Meister gegen die Fort Wayne Pistons mit 4:3                        |                    |                    |                    |                    |                    |                    |                    |                    |                    |                    |
| 1955/56            | 35:37              | 48,6               | 2:3 in den Eastern Division-Finals gegen die Philadelphia Warriors      |                    |                    |                    |                    |                    |                    |                    |                    |                    |                    |
| 1956/57            | 38:34              | 52,8               | 0:3 in den Eastern Division-Finals gegen die Boston Celtics             |                    |                    |                    |                    |                    |                    |                    |                    |                    |                    |
| 1957/58            | 41:31              | 56,9               | 1:2 in den Eastern Division-Halbfinals gegen die Philadelphia Warriors  |                    |                    |                    |                    |                    |                    |                    |                    |                    |                    |
| 1958/59            | 35:37              | 48,6               | 3:4 in den Eastern Division-Finals gegen die Boston Celtics             |                    |                    |                    |                    |                    |                    |                    |                    |                    |                    |
| 1959/60            | 45:30              | 60,0               | 1:2 in den Eastern Division-Halbfinals gegen die San Francisco Warriors |                    |                    |                    |                    |                    |                    |                    |                    |                    |                    |
| 1960/61            | 38:41              | 48,1               | 1:4 in den Eastern Division-Finals gegen die Boston Celtics             |                    |                    |                    |                    |                    |                    |                    |                    |                    |                    |
| 1961/62            | 41:39              | 51,3               | 2:3 in den Eastern Division-Halbfinals gegen die San Francisco Warriors |                    |                    |                    |                    |                    |                    |                    |                    |                    |                    |
| 1962/63            | 48:32              | 60,0               | 2:3 in den Eastern Division-Halbfinals gegen die Cincinnati Royals      |                    |                    |                    |                    |                    |                    |                    |                    |                    |                    |
| Philadelphia 76ers |                    |                    |                                                                         |                    |                    |                    |                    |                    |                    |                    |                    |                    |                    |
| 1963/64            | 34:46              | 42,5               | 2:3 in den Eastern Division-Halbfinals gegen die Cincinnati Royals      |                    |                    |                    |                    |                    |                    |                    |                    |                    |                    |
| 1964/65            | 40:40              | 50,0               | 3:4 in den Eastern Division-Finals gegen die Boston Celtics             |                    |                    |                    |                    |                    |                    |                    |                    |                    |                    |
| 1965/66            | 55:25              | 68,8               | 1:4 in den Eastern Division-Finals gegen die Boston Celtics             |                    |                    |                    |                    |                    |                    |                    |                    |                    |                    |
| 1966/67            | 68:13              | 84,0               | NBA-Meister gegen die San Francisco Warriors mit 4:2                    |                    |                    |                    |                    |                    |                    |                    |                    |                    |                    |
| 1967/68            | 62:20              | 75,6               | 3:4 in den Eastern Division-Finals gegen die Boston Celtics             |                    |                    |                    |                    |                    |                    |                    |                    |                    |                    |
| 1968/69            | 55:27              | 67,1               | 1:4 in den Eastern Division-Halbfinals gegen die Boston Celtics         |                    |                    |                    |                    |                    |                    |                    |                    |                    |                    |
| 1969/70            | 42:40              | 51,2               | 1:4 in den Eastern Division-Halbfinals gegen die Milwaukee Bucks        |                    |                    |                    |                    |                    |                    |                    |                    |                    |                    |
| 1970/71            | 47:35              | 57,3               | 3:4 in den Eastern Conference-Halbfinals gegen die Baltimore Bullets    |                    |                    |                    |                    |                    |                    |                    |                    |                    |                    |
| 1971/72            | 30:52              | 36,6               | Nicht für die Play-offs qualifiziert                                    |                    |                    |                    |                    |                    |                    |                    |                    |                    |                    |
| 1972/73            | 09:73              | 11,0               | Nicht für die Play-offs qualifiziert                                    |                    |                    |                    |                    |                    |                    |                    |                    |                    |                    |
| 1973/74            | 25:57              | 30,5               | Nicht für die Play-offs qualifiziert                                    |                    |                    |                    |                    |                    |                    |                    |                    |                    |                    |
| 1974/75            | 34:48              | 41,5               | Nicht für die Play-offs qualifiziert                                    |                    |                    |                    |                    |                    |                    |                    |                    |                    |                    |
| 1975/76            | 46:36              | 56,1               | 1:2 in der ersten Runde gegen die Buffalo Braves                        |                    |                    |                    |                    |                    |                    |                    |                    |                    |                    |
| 1976/77            | 50:32              | 61,0               | 2:4 in den NBA-Finals gegen die Portland Trail Blazers                  |                    |                    |                    |                    |                    |                    |                    |                    |                    |                    |
| 1977/78            | 55:27              | 67,1               | 2:4 in den Eastern Conference-Finals gegen die Washington Bullets       |                    |                    |                    |                    |                    |                    |                    |                    |                    |                    |
| 1978/79            | 47:35              | 57,3               | 3:4 in den Eastern Conference-Halbfinals gegen die San Antonio Spurs    |                    |                    |                    |                    |                    |                    |                    |                    |                    |                    |
| 1979/80            | 59:23              | 72,0               | 2:4 in den NBA-Finals gegen die Los Angeles Lakers                      |                    |                    |                    |                    |                    |                    |                    |                    |                    |                    |
| 1980/81            | 62:20              | 75,6               | 3:4 in den Eastern Conference-Finals gegen die Boston Celtics           |                    |                    |                    |                    |                    |                    |                    |                    |                    |                    |
| 1981/82            | 58:24              | 70,7               | 2:4 in den NBA-Finals gegen die Los Angeles Lakers                      |                    |                    |                    |                    |                    |                    |                    |                    |                    |                    |
| 1982/83            | 65:17              | 79,3               | NBA-Meister gegen die Los Angeles Lakers mit 4:0                        |                    |                    |                    |                    |                    |                    |                    |                    |                    |                    |
| 1984/85            | 52:30              | 63,4               | 2:3 in der ersten Runde gegen die New Jersey Nets                       |                    |                    |                    |                    |                    |                    |                    |                    |                    |                    |
| 1984/85            | 58:24              | 70,7               | 1:4 in den Eastern Conference-Finals gegen die Boston Celtics           |                    |                    |                    |                    |                    |                    |                    |                    |                    |                    |
| 1985/86            | 54:28              | 65,9               | 3:4 in den Eastern Conference-Halbfinals gegen die Milwaukee Bucks      |                    |                    |                    |                    |                    |                    |                    |                    |                    |                    |
| 1986/87            | 45:37              | 54,9               | 2:3 in der ersten Runde gegen die Milwaukee Bucks                       |                    |                    |                    |                    |                    |                    |                    |                    |                    |                    |
| 1987/88            | 36:46              | 43,9               | Nicht für die Play-offs qualifiziert                                    |                    |                    |                    |                    |                    |                    |                    |                    |                    |                    |
| 1988/89            | 46:36              | 56,1               | 0:3 in der ersten Runde gegen die New York Knicks                       |                    |                    |                    |                    |                    |                    |                    |                    |                    |                    |
| 1989/90            | 53:29              | 64,6               | 1:4 in den Eastern Conference-Halbfinals gegen die Chicago Bulls        |                    |                    |                    |                    |                    |                    |                    |                    |                    |                    |
| 1990/91            | 44:38              | 53,7               | 1:4 in den Eastern Conference-Halbfinals gegen die Chicago Bulls        |                    |                    |                    |                    |                    |                    |                    |                    |                    |                    |
| 1991/92            | 35:47              | 42,7               | Nicht für die Play-offs qualifiziert                                    |                    |                    |                    |                    |                    |                    |                    |                    |                    |                    |
| 1992/93            | 26:56              | 31,7               | Nicht für die Play-offs qualifiziert                                    |                    |                    |                    |                    |                    |                    |                    |                    |                    |                    |
| 1993/94            | 25:57              | 30,5               | Nicht für die Play-offs qualifiziert                                    |                    |                    |                    |                    |                    |                    |                    |                    |                    |                    |
| 1994/95            | 24:58              | 29,3               | Nicht für die Play-offs qualifiziert                                    |                    |                    |                    |                    |                    |                    |                    |                    |                    |                    |
| 1995/96            | 18:64              | 22,0               | Nicht für die Play-offs qualifiziert                                    |                    |                    |                    |                    |                    |                    |                    |                    |                    |                    |
| 1996/97            | 22:60              | 26,8               | Nicht für die Play-offs qualifiziert                                    |                    |                    |                    |                    |                    |                    |                    |                    |                    |                    |
| 1997/98            | 31:51              | 37,8               | Nicht für die Play-offs qualifiziert                                    |                    |                    |                    |                    |                    |                    |                    |                    |                    |                    |
| 1998/99            | 28:22              | 56,0               | 0:4 in den Eastern Conference-Halbfinals gegen die Indiana Pacers       |                    |                    |                    |                    |                    |                    |                    |                    |                    |                    |
| 1999/00            | 49:33              | 59,8               | 2:4 in den Eastern Conference-Halbfinals gegen die Indiana Pacers       |                    |                    |                    |                    |                    |                    |                    |                    |                    |                    |
| 2000/01            | 56:26              | 68,3               | 1:4 in den NBA-Finals gegen die Los Angeles Lakers                      |                    |                    |                    |                    |                    |                    |                    |                    |                    |                    |
| 2001/02            | 43:39              | 52,4               | 2:3 in der ersten Runde gegen die Boston Celtics                        |                    |                    |                    |                    |                    |                    |                    |                    |                    |                    |
| 2002/03            | 48:34              | 58,5               | 2:4 in den Eastern Conference-Halbfinals gegen die Detroit Pistons      |                    |                    |                    |                    |                    |                    |                    |                    |                    |                    |
| 2003/04            | 33:49              | 40,2               | Nicht für die Play-offs qualifiziert                                    |                    |                    |                    |                    |                    |                    |                    |                    |                    |                    |
| 2004/05            | 43:39              | 52,4               | 1:4 in der ersten Runde gegen die Detroit Pistons                       |                    |                    |                    |                    |                    |                    |                    |                    |                    |                    |
| 2005/06            | 38:44              | 46,3               | Nicht für die Play-offs qualifiziert                                    |                    |                    |                    |                    |                    |                    |                    |                    |                    |                    |
| 2006/07            | 35:47              | 42,7               | Nicht für die Play-offs qualifiziert                                    |                    |                    |                    |                    |                    |                    |                    |                    |                    |                    |
| 2007/08            | 40:42              | 48,8               | 2:4 in der ersten Runde gegen die Detroit Pistons                       |                    |                    |                    |                    |                    |                    |                    |                    |                    |                    |
| 2008/09            | 41:41              | 50,0               | 2:4 in der ersten Runde gegen die Orlando Magic                         |                    |                    |                    |                    |                    |                    |                    |                    |                    |                    |
| 2009/10            | 27:55              | 32,9               | Nicht für die Play-offs qualifiziert                                    |                    |                    |                    |                    |                    |                    |                    |                    |                    |                    |
| 2010/11            | 41:41              | 50,0               | 1:4 in der ersten Runde gegen die Miami Heat                            |                    |                    |                    |                    |                    |                    |                    |                    |                    |                    |
| 2011/12            | 35:31              | 53,0               | 3:4 in den Eastern Conference-Halbfinals gegen die Boston Celtics       |                    |                    |                    |                    |                    |                    |                    |                    |                    |                    |
| 2012/13            | 34:48              | 41,5               | Nicht für die Play-offs qualifiziert                                    |                    |                    |                    |                    |                    |                    |                    |                    |                    |                    |
| 2013/14            | 19:63              | 23,2               | Nicht für die Play-offs qualifiziert                                    |                    |                    |                    |                    |                    |                    |                    |                    |                    |                    |
| 2014/15            | 18:64              | 22,0               | Nicht für die Play-offs qualifiziert                                    |                    |                    |                    |                    |                    |                    |                    |                    |                    |                    |
| 2015/16            | 10:72              | 12,2               | Nicht für die Play-offs qualifiziert                                    |                    |                    |                    |                    |                    |                    |                    |                    |                    |                    |
| 2016/17            | 28:54              | 34,1               | Nicht für die Play-offs qualifiziert                                    |                    |                    |                    |                    |                    |                    |                    |                    |                    |                    |
| 2017/18            | 52:30              | 63,4               | 1:4 in den Eastern Conference-Halbfinals gegen die Boston Celtics       |                    |                    |                    |                    |                    |                    |                    |                    |                    |                    |
| 2018/19            | 51:31              | 62,2               | 3:4 in den Eastern Conference-Halbfinals gegen die Toronto Raptors      |                    |                    |                    |                    |                    |                    |                    |                    |                    |                    |
| 2019/20            | 43:30              | 58,9               | 0:4 in der ersten Runde gegen die Boston Celtics                        |                    |                    |                    |                    |                    |                    |                    |                    |                    |                    |
| 2020/21            | 49:23              | 68,1               | 3:4 in den Eastern Conference-Halbfinals gegen die Atlanta Hawks        |                    |                    |                    |                    |                    |                    |                    |                    |                    |                    |
| 2021/22            | 51:31              | 62,2               | 2:4 in den Eastern Conference-Halbfinals gegen die Miami Heat           |                    |                    |                    |                    |                    |                    |                    |                    |                    |                    |
| 2022/23            | 54:28              | 65,9               | 3:4 in den Eastern Conference-Halbfinals gegen die Boston Celtics       |                    |                    |                    |                    |                    |                    |                    |                    |                    |                    |
| 2023/24            | 47:35              | 57,3               | 2:4 in der ersten Runde gegen die New York Knicks                       |                    |                    |                    |                    |                    |                    |                    |                    |                    |                    |
| 2024/25            | 24:58              | 29,3               | Nicht für die Play-offs qualifiziert                                    |                    |                    |                    |                    |                    |                    |                    |                    |                    |                    |
| Gesamt             | 3125:2898          | 51,9               | 250:238 in den Playoffs (51,2 %) – 3 NBA-Meisterschaften                |                    |                    |                    |                    |                    |                    |                    |                    |                    |                    |